# Observatori Detroit

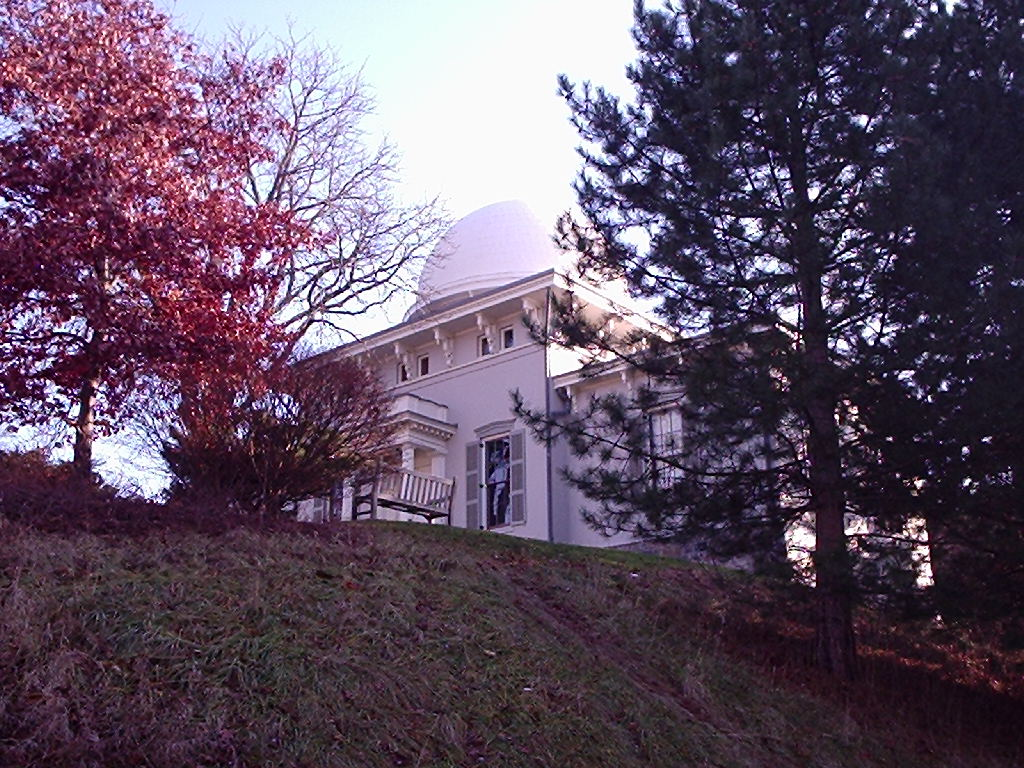
Observatori Detroit, en Ann Arbor.

L'Observatori Detroit és un observatori astronòmic que es troba a la cantonada dels carrers "Observatori" i "Ann" a la població d'Ann Arbor, Míchigan,als Estats Units d'Amèrica.
Construït en 1854, va ser la primera instal·lació de recerca científica en la Universitat de Míchigan. Diversos homes de negocis de Detroit i membres de la comunitat van aportar els fons, d'aquí el nom que rep l'observatori.
Es van instal·lar una sèrie d'eines astronòmiques per a l'estudi, incloent-hi un telescopi de trànsit meridià de 6 polzades (15 cm) Pistor & Martins i un telescopi refractor de 12 ⅝ polzades (32 cm) fabricat per Henry Fitz (fill). El Fitz va ser el tercer major telescopi del món quan es va instal·lar en 1857.
L'Observatori va florir durant el segle xx, la qual cosa permitó la construcció de diversos afegits a l'estructura original, inclosa la residència del director i els espais per a aules i oficines. Durant la segona meitat del segle, amb la disminució en l'ús dels instruments i l'espai, juntament amb la construcció de nous edificis de la universitat, els afegits van ser demolits. Avui dia, l'edifici manté l'estructura original de 1854.
La funció de l'Observatori Detroit al campus va passar a l'Observatori Angell Hall, que es va completar més tard, en (1927).
Entre els anys 1960 i 1970, l'observatori va ser abandonat i la universitat va proposar la demolició de l'edifici. Això va mobilitzar a un grup de ciutadans preocupats per preservar l'edifici de la destrucció i, en 1973, l'Observatori Detroit es va col·locar en el "Registre Nacional de Llocs Històrics".
Encara que l'edifici es va salvar de la destrucció, l'Observatori necessitava ser restaurat. En 1994, es va presentar una proposta a la Universitat per restaurar l'estructura de 1854. Transferits a la nova direcció de l'Oficina del Vicerectorat de Recerca, l'observatori va ser capaç d'obtenir els fons necessaris per a la restauració.
Entre 1994 i 1999, l'observatori Detroit va ser restaurat de manera significativa. Es van restaurar les cúpules dels telescopis, en la part interior es va afegir una cambra de bany i en l'exterior accessos per a discapacitats i senderes.
Sota la nova adreça de Patrícia S. Whitesell, l'observatori Detroit va obrir de nou les seves portes al públic, oferint visites guiades (però sense ús dels telescopis històrics), sèries de conferències, així com moltes altres activitats d'índole educativa.
En 2005, l'Observatori Detroit es va convertir en una divisió de la Biblioteca Històrica Bentley.
Els Observatoris de la Universitat de Míchigan són: l'Observatori Detroit (1854), l'Observatori Angell Hall (1927), l'Observatori Terrestre Lamont-Hussey (Sud-àfrica, 1928) i l'Observatori McMath-Hulbert (Llac Angelus, Míchigan, 1930).